# リムジン・リベラル

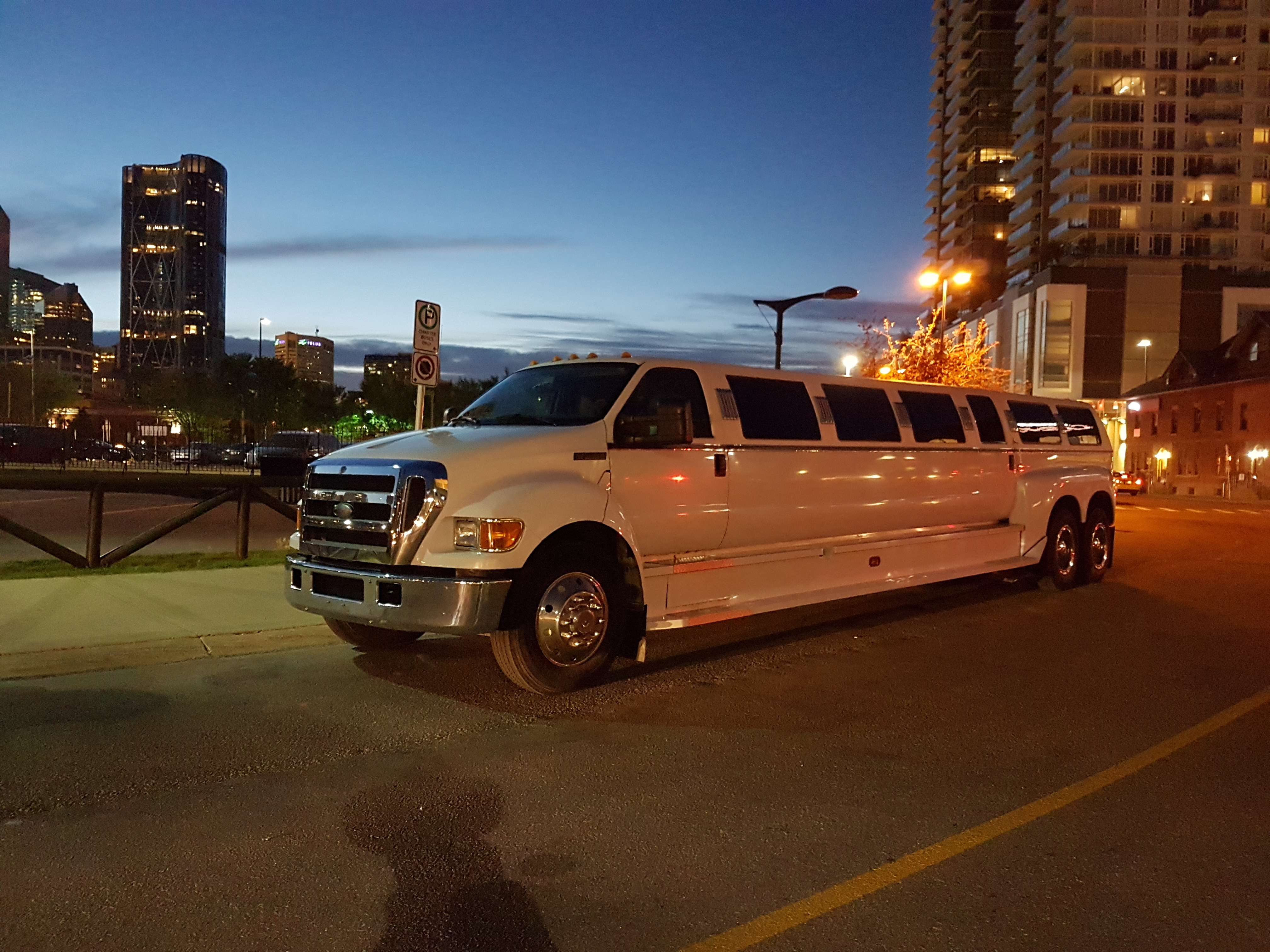
この用語は、豊かさの象徴としてリムジンを参照している。

リムジン・リベラル（英: Limousine liberal）またはラテ・リベラルとは、アメリカの軽蔑的な政治用語で、裕福な政治的リベラルや上流階級、そして上位中産階級の地位にある他の左寄りの人々の偽善的な行動を説明するために使われる。関連する用語には、シャンパン社会主義者、銀のスプーン社会主義者、メルセデス・マルクス主義者、赤い貴族がある。

## 形成と初期の使用

### プロカチーノ選挙運動
民主党のニューヨーク市市長候補だったマリオ・プロカチーノは、激しい1969年の選挙運動中に、現職の市長であるジョン・リンゼイと彼の裕福なマンハッタンの支持者を表現するために「リムジン・リベラル」という用語を造った。歴史家のデイビッド・キャラハンは、プロカチーノについて次のように述べている：
彼は、自分たちの悪いアイデアによる負の影響から遮断された偽善的な裕福な善行者のイメージを辛辣に描き出した。このテーマは、それ以来、保守派の攻撃の定番となっている。
これはポピュリズム的で生産者主義的な形容詞であり、それによって描写される人々が、貧困層を利するとされる彼らのプログラムのあらゆる負の結果から遮断されているという暗黙の非難を含んでいた。そして、そのようなプログラムのコストと結果は、主に、受益者になるほど貧しくはない労働者階級や下位中産階級の人々によって負担されるだろうということも示唆していた。特に、プロカチーノはリンゼイが働く白人系よりも失業中のマイノリティ、例えば黒人やヒスパニックを優遇していると批判した。
プロカチーノの選挙運動メモの1つは、「5番街に住み、市外にいくつかの選りすぐりの邸宅を維持し、小さな中流階級の店主や家主などに対する感覚を持たない裕福で超同化した人々」を攻撃した。「彼らは対決の政治を説き、社会における暴力的な動揺を容認する。なぜなら、彼らはそれに触れることがなく、取り巻きたちによって守られているからだ」。後に『インデペンデント』紙は、「リンゼイは全てスタイルで中身がない、まさにその時リチャード・ニクソンをホワイトハウスに運んでいた同じ『サイレント・マジョリティ』の関心事について何も知らない『リムジン・リベラル』として映った」と述べた。

## 後の使用
『ニューヨーク・オブザーバー』は、400ドル（2023年時点の$590と同等）のヘアカットを受け、同紙によれば「閉鎖的な豪華さの中に住みながら貧困について講義する」2008年の民主党大統領候補ジョン・エドワーズにこの用語を適用した。
公民権運動指導者のアル・シャープトンは、警察予算削減運動を提唱し、高い犯罪率に苦しみ強力な警察力に頼っているアフリカ系アメリカ人の懸念を無視する（主に白人で高収入の）左寄りの人々を批判するためにラテ・リベラルという用語を使用した。シャープトンは彼らを「ハンプトンズで座っている」人々と表現した